# Саркис Хайказн
Саркис Хайказн — византийский политический деятель армянского происхождения. Антипат, патрикий, вест и дука Востока.

## Биография
Являлся одним из главных азатов Армении, стремившийся передать свои земли Византии. В правление царя Анийского царства Ованес-Смбата был активным проводником византийской политики, за что в награду получил ряд титулов. Надпись на стене монастыря св. Саргиса в Хцконке гласит, что Хайказн был он пожалован титулами антипата патрикия, весты и дуки Востока . Та же надпись называет его любимцем трёх ромейских императоров (имеется в виду Василий, Роман, Константин). Из надписи 1036 года в Текоре следует, что звание дуки Востока было сохранено Саркисом и при императоре Михаиле IV. В 1041 году скончался Ованес-Смбат, а чуть позже его брат Ашот IV, царство унаследовал молодой Гагик II. Регентом юного царя стал Саркис Хайказн, чьи провизантийские симпатии, и желание войти в состав империи, натолкнулись на сопротивление армянской знати во главе с военачальником Вахрамом Пахлавуни, которому Саркис проиграл. Анийское царство до 1045 года оставалось независимым.
Саркис Хайказн находился в родстве с родом Пахлавуни. Сохранилась надпись 1042 года, в которой супруга Саркиса и дочь Григора Магистра освобождают Текорский монастырь от налогов.